# Andrzej Okruszek (chemik)
Andrzej Józef Okruszek (zm. 25 lipca 2017) – polski chemik, dr hab. nauk chemicznych, profesor zwyczajny Instytutu Biochemii Technicznej Wydziału Biotechnologii i Nauk o Żywności Politechniki Łódzkiej.

## Życiorys
W 1969 r. ukończył studia chemiczne w  Politechnice Łódzkiej, w 1976 r. obronił pracę doktorską, w 1993 r.  habilitował się na podstawie pracy zatytułowanej Studia nad stereospecyficzną syntezą P-chiralnych, izotopometrycznych fosforanów nukleozydów z odpowiednich tiofosforanów. W 2003 r. uzyskał tytuł profesora nauk chemicznych. Pracował w Instytucie Chemii i Ochrony Środowiska na Wydziale Matematycznym i Przyrodniczym Akademii im. Jana Długosza w Częstochowie, oraz w Centrum Badań Molekularnych i Makromolekularnych Polskiej Akademii Nauk.
Został zatrudniony na stanowisku profesora zwyczajnego w Instytucie Biochemii Technicznej na Wydziale Biotechnologii i Nauk o Żywności Politechniki Łódzkiej.
Był zastępcą przewodniczącego Komitetu Biotechnologii PAN, oraz sekretarzem Komitetu Biotechnologii Prezydium Polskiej Akademii Nauk.